# Touillon-et-Loutelet
Touillon-et-Loutelet est une commune française située dans le département du Doubs, la région culturelle et historique de Franche-Comté et la région administrative Bourgogne-Franche-Comté.

## Géographie

### Climat
Pour des articles plus généraux, voir Climat de la Bourgogne-Franche-Comté et Climat du Doubs.
En 2010, le climat de la commune est de type climat de montagne, selon une étude du Centre national de la recherche scientifique s'appuyant sur une série de données couvrant la période 1971-2000. En 2020, Météo-France publie une typologie des climats de la France métropolitaine dans laquelle la commune est exposée à un climat de montagne ou de marges de montagne et est dans la région climatique  Jura, caractérisée par une forte pluviométrie en toutes saisons (1 000 à 1 500 mm/an), des hivers rigoureux et un ensoleillement médiocre. 
Pour la période 1971-2000, la température annuelle moyenne est de 6,2 °C, avec une amplitude thermique annuelle de 16,1 °C. Le cumul annuel moyen de précipitations est de 1 703 mm, avec 13,7 jours de précipitations en janvier et 11,2 jours en juillet. Pour la période 1991-2020, la température moyenne annuelle observée sur la station météorologique de Météo-France la plus proche, « Labergement », sur la commune de Labergement-Sainte-Marie à 6 km à vol d'oiseau, est de 8,0 °C et le cumul annuel moyen de précipitations est de 1 459,4 mm. 
La température maximale relevée sur cette station est de 36,4 °C, atteinte le 31 juillet 1983 ; la température minimale est de −33 °C, atteinte le 9 janvier 1985,,. 
Les paramètres climatiques de la commune ont été estimés pour le milieu du siècle (2041-2070) selon différents scénarios d'émission de gaz à effet de serre à partir des nouvelles projections climatiques de référence DRIAS-2020. Ils sont consultables sur un site dédié publié par Météo-France en novembre 2022.

## Urbanisme

### Typologie
Au 1er janvier 2024, Touillon-et-Loutelet est catégorisée commune rurale à habitat dispersé, selon la nouvelle grille communale de densité à 7 niveaux définie par l'Insee en 2022.
Elle est située hors unité urbaine et hors attraction des villes,.

### Occupation des sols
L'occupation des sols de la commune, telle qu'elle ressort de la base de données européenne d’occupation biophysique des sols Corine Land Cover (CLC), est marquée par l'importance des territoires agricoles (67,3 % en 2018), une proportion sensiblement équivalente à celle de 1990 (66,8 %). La répartition détaillée en 2018 est la suivante : 
zones agricoles hétérogènes (37,7 %), forêts (32,7 %), terres arables (29,6 %). L'évolution de l’occupation des sols de la commune et de ses infrastructures peut être observée sur les différentes représentations cartographiques du territoire : la carte de Cassini (XVIIIe siècle), la carte d'état-major (1820-1866) et les cartes ou photos aériennes de l'IGN pour la période actuelle (1950 à aujourd'hui).

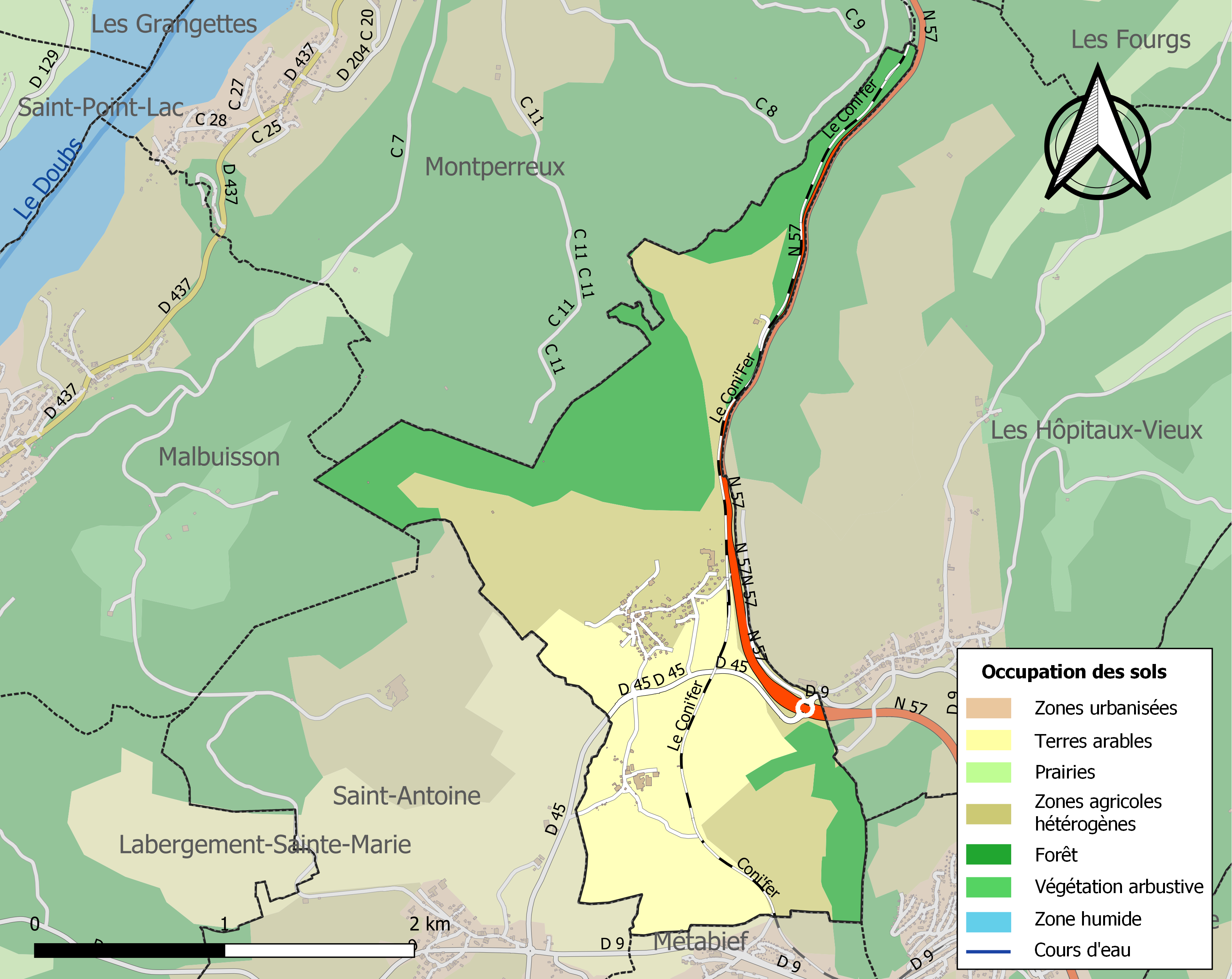
Carte des infrastructures et de l'occupation des sols de la commune en 2018 (CLC).

## Histoire

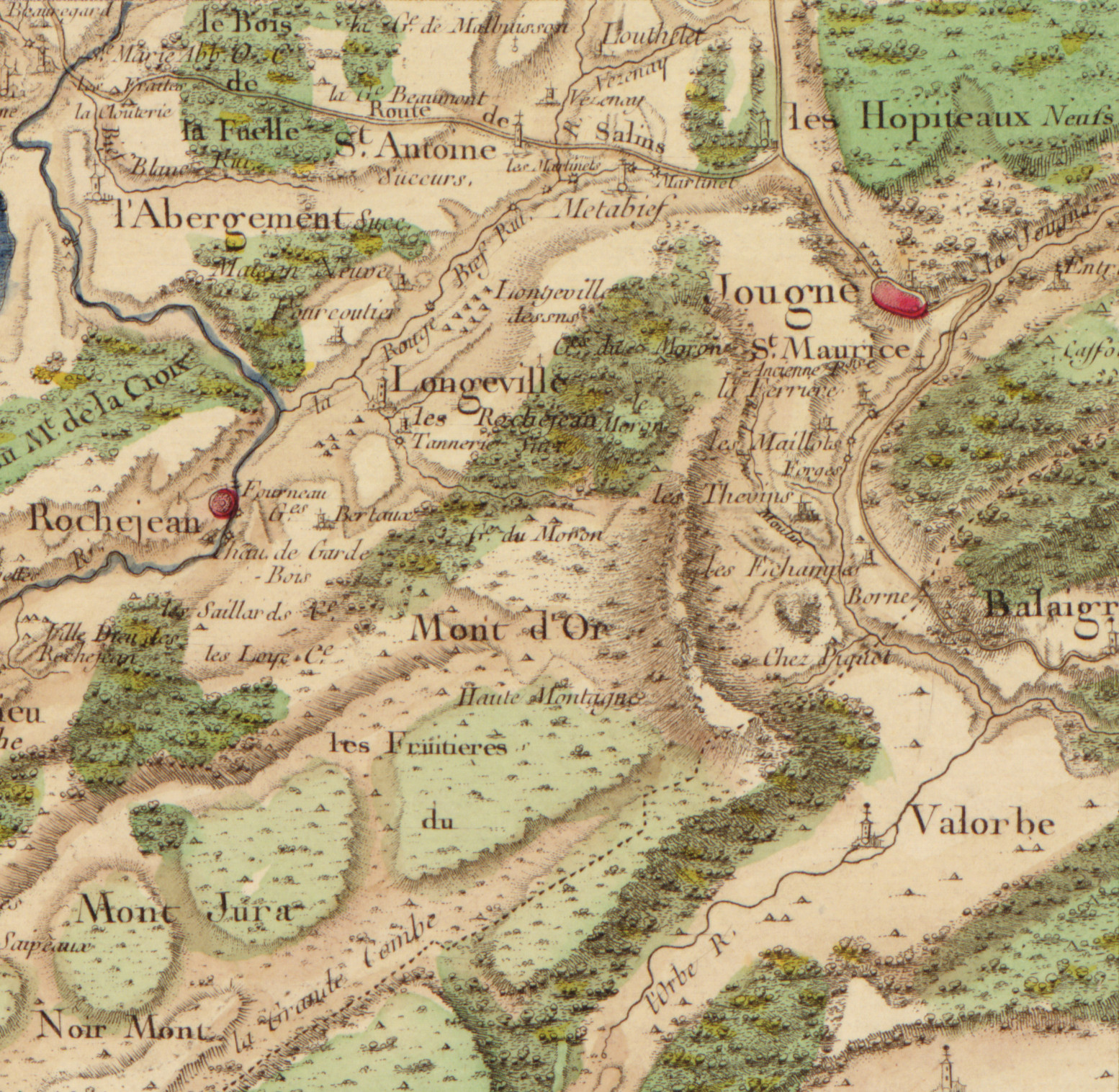
Carte de Cassini

Lou Toillons en 1356 ; Touillon et Lostelet en 1509 ; Thoulon et Loutelet en 1629.

## Politique et administration
| Période                                  | Période                     | Identité                                           | Étiquette             | Qualité           |
| ---------------------------------------- | --------------------------- | -------------------------------------------------- | --------------------- | ----------------- |
| mars 2001                                | 2014                        | Brigitte Querry                                    |                       | Maire             |
| mars 2014                                | En cours (au 1er juin 2020) | Sébastien Populaire Réélu pour le mandat 2020-2026 | SE Nouvelles énergies | Ingénieur - Maire |
| Les données manquantes sont à compléter. |                             |                                                    |                       |                   |

## Démographie
L'évolution du nombre d'habitants est connue à travers les recensements de la population effectués dans la commune depuis 1793. Pour les communes de moins de 10 000 habitants, une enquête de recensement portant sur toute la population est réalisée tous les cinq ans, les populations de référence des années intermédiaires étant quant à elles estimées par interpolation ou extrapolation. Pour la commune, le premier recensement exhaustif entrant dans le cadre du nouveau dispositif a été réalisé en 2006.

En 2022, la commune comptait 267 habitants, en évolution de +3,89 % par rapport à 2016 (Doubs : +1,88 %, France hors Mayotte : +2,11 %).
| 1793 | 1800 | 1806 | 1821 | 1831 | 1836 | 1841 | 1846 | 1851 |
| ---- | ---- | ---- | ---- | ---- | ---- | ---- | ---- | ---- |
| 167  | 164  | 209  | 180  | 213  | 170  | 163  | 171  | 182  |

| 1856 | 1861 | 1866 | 1872 | 1876 | 1881 | 1886 | 1891 | 1896 |
| ---- | ---- | ---- | ---- | ---- | ---- | ---- | ---- | ---- |
| 156  | 158  | 152  | 144  | 180  | 177  | 177  | 149  | 155  |

| 1901 | 1906 | 1911 | 1921 | 1926 | 1931 | 1936 | 1946 | 1954 |
| ---- | ---- | ---- | ---- | ---- | ---- | ---- | ---- | ---- |
| 134  | 139  | 125  | 94   | 99   | 86   | 54   | 54   | 75   |

| 1962 | 1968 | 1975 | 1982 | 1990 | 1999 | 2006 | 2011 | 2016 |
| ---- | ---- | ---- | ---- | ---- | ---- | ---- | ---- | ---- |
| 61   | 56   | 58   | 72   | 101  | 149  | 206  | 232  | 257  |

| 2021 | 2022 | - | - | - | - | - | - | - |
| ---- | ---- | - | - | - | - | - | - | - |
| 270  | 267  | - | - | - | - | - | - | - |

## Lieux et monuments
- Le monument aux morts, situé rue de la Rochette (RD 382),  Inscrit MH (2022).
- « Fontaine Ronde », fontaine (source) intermittente située en bordure de la RN 57 Pontarlier-Vallorbe. Une stèle rappelle que cette fontaine a été chantée par Auguste Demesmay, originaire de Pontarlier, et qui fut député du Doubs.

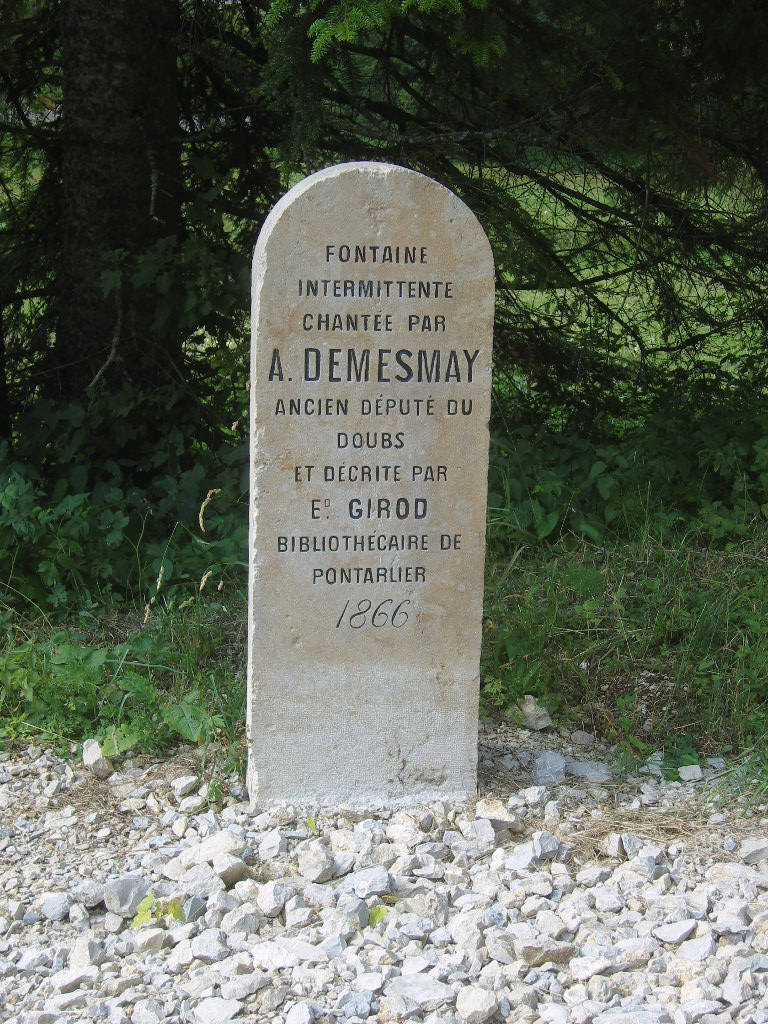

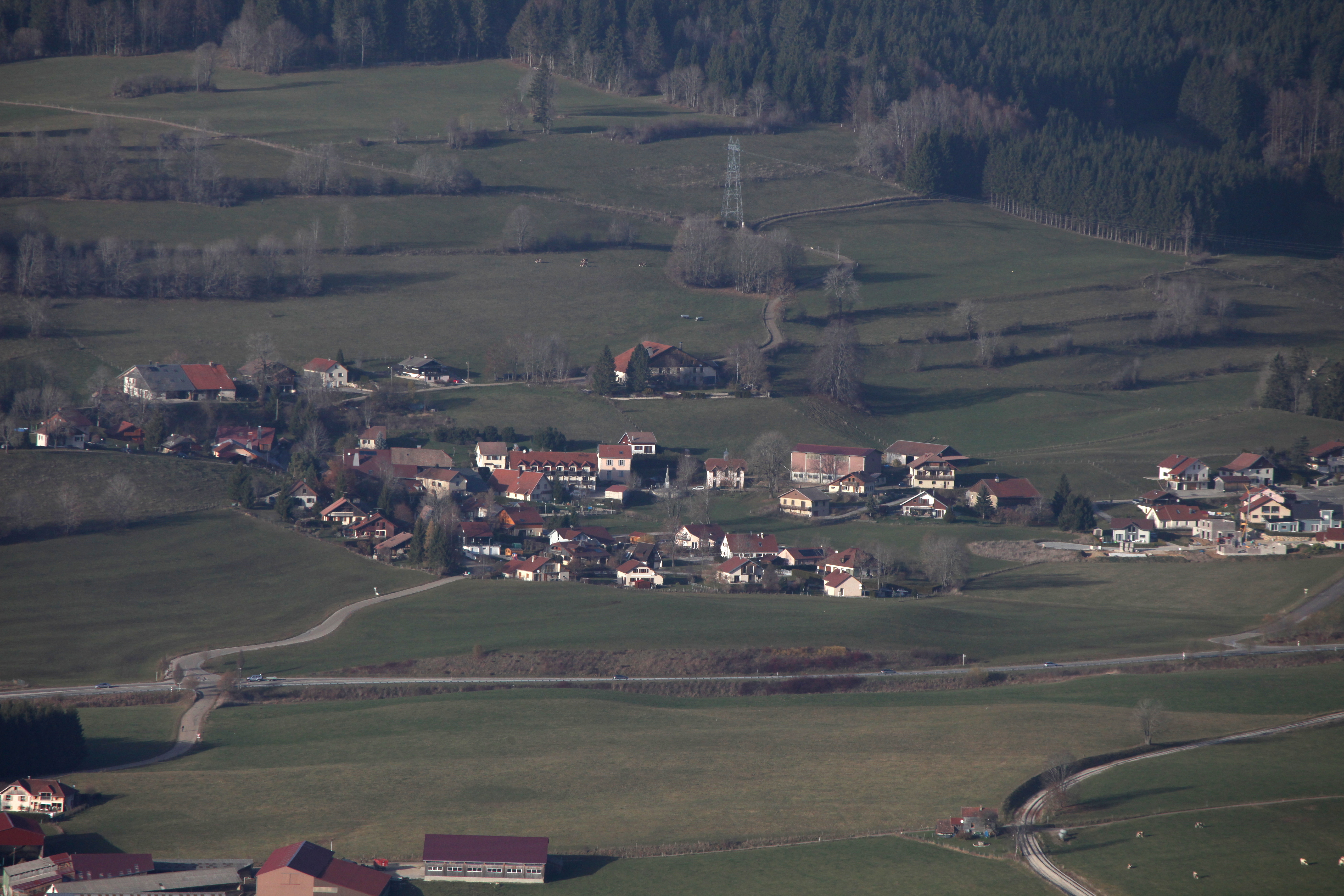
Vue du Touillon.
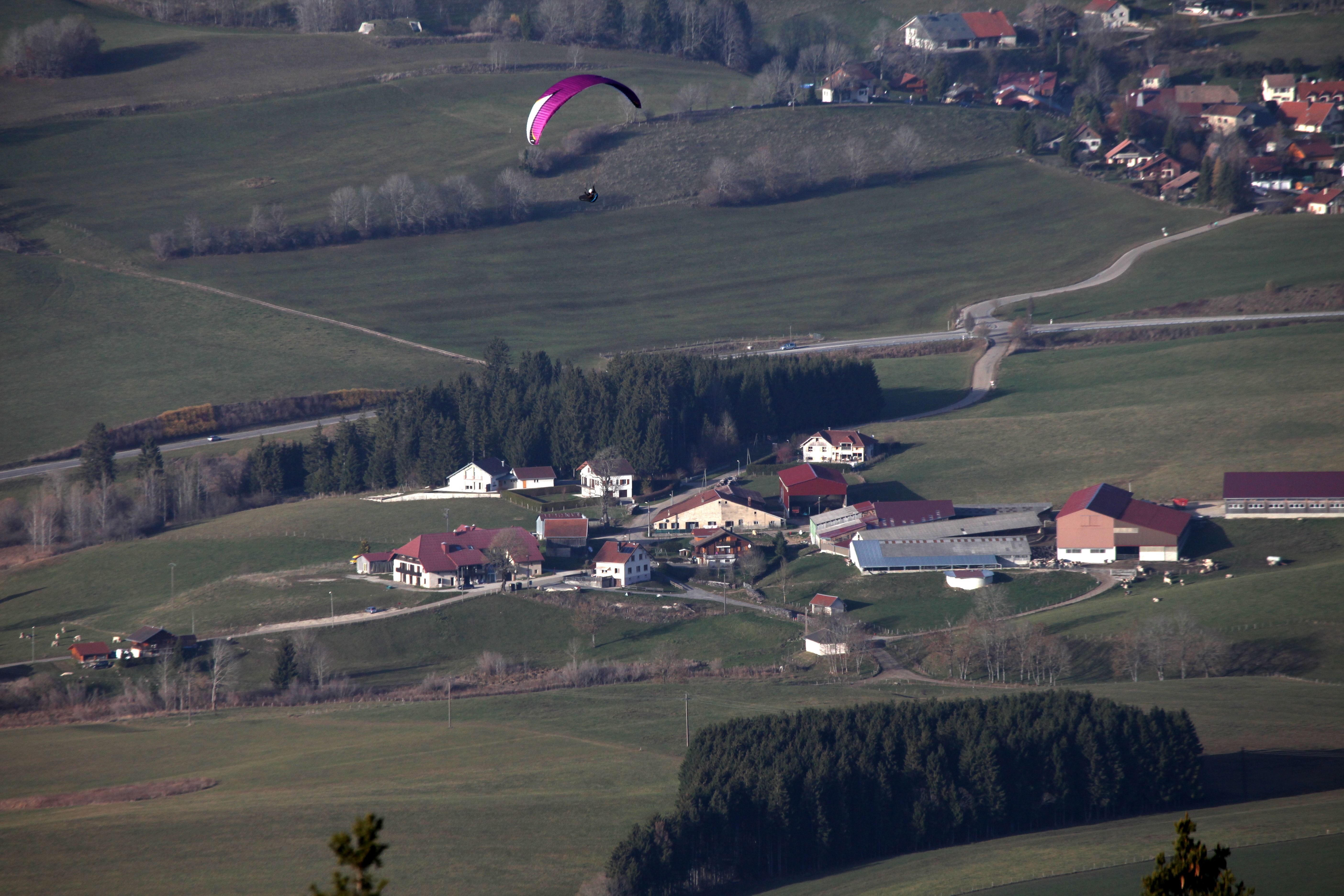
Vue de Loutelet.
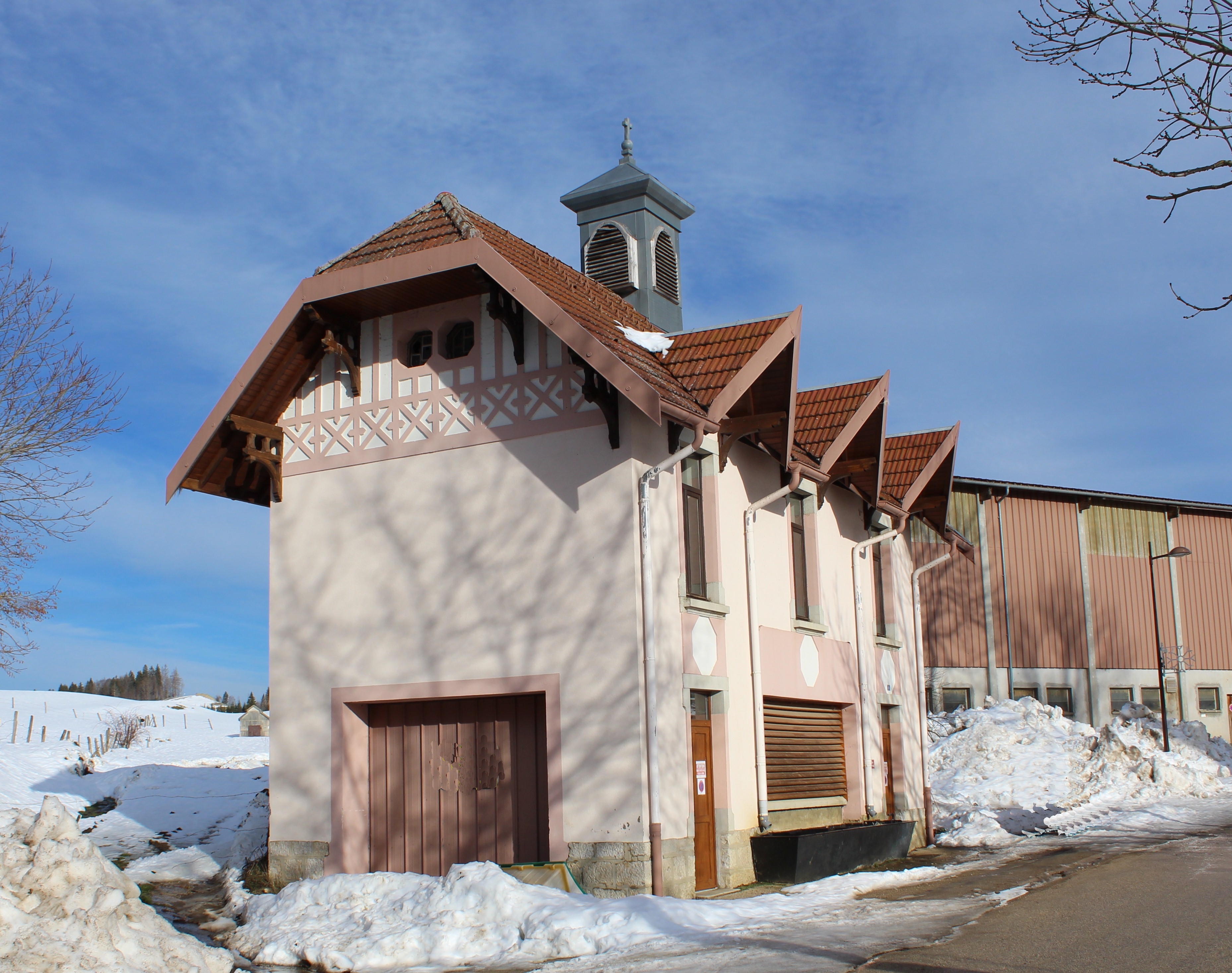
La chapelle.

## Personnalités liées à la commune
- Armand Deleule est né le 18 mars 1914 dans la commune de Touillon-et-Loutelet. Il est mort à Paris le 31 décembre 2002.

Cet ingénieur des eaux et forêts, haut fonctionnaire du ministère de l'Agriculture, est plus connu sous le nom d'Armand Chartier. Créateur de la cinémathèque de ce ministère en 1947, il a réalisé ou produit plusieurs centaines de films documentaires consacrés à la vie rurale.

## Héraldique
| Blason de Touillon-et-Loutelet | Blason  | Tranché d'azur et d'or, à la demie jument cabrée combinée à une pile ondée posée en bande, d'argent, brochant sur la partition et accompagnée de deux annelets entravaillés avec deux bâtons alésés et passés en sautoir, de l'un en l'autre. |
| Blason de Touillon-et-Loutelet | Détails | Le statut officiel du blason reste à déterminer. |